# Hervé Le Tellier

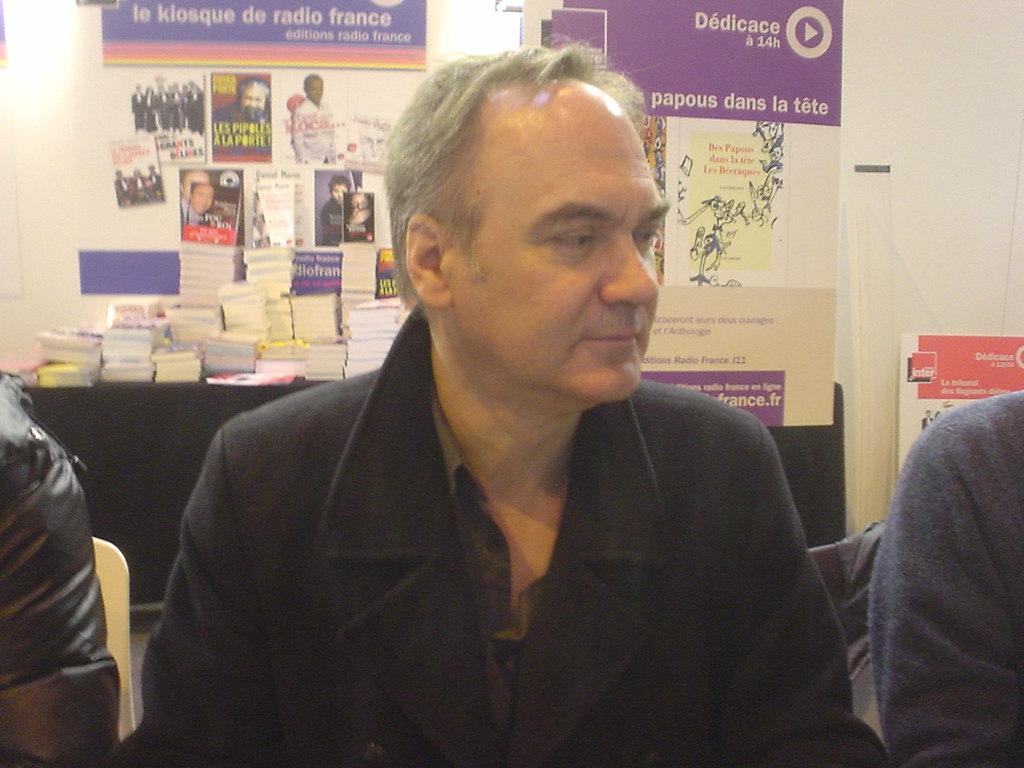
Hervé Le Tellier, 2010, Paris.

Hervé Le Tellier (Paris, Francia, 21 de abril de 1957) es un escritor y periodista francés.

## Biografía
Le Tellier es conocido por su labor como crítico literario y colaborador de numerosos medios, prensa escrita (Le Monde) y radio (France Culture). Ha sido editor de autores tan importantes como Raymond Queneau o Georges Perec. 
Autor literario de prestigio en Francia y matemático, es miembro del grupo de experimentación narrativa de vanguardia Oulipo desde 1992.

## Libros

### Narrativa
- Sonates de bar, 1991, Seghers, Le Castor Astral. Relatos. Su primera obra. Dibujos de Yoko Ueta.
- Le Voleur de nostalgie, 1992, Seghers, Le Castor Astral.
- Les amnésiques n'ont rien vécu d'inoubliable, 1998, Le Castor Astral.
- Quelques mousquetaires. Relatos, 1998, Le Castor Astral.
- Joconde jusqu'à cent, Joconde sur votre indulgence, 1999 y 2002, Le Castor Astral.
- Inukshuk, l'homme debout, 1999, Le Castor Astral. Videogramas de Jean-Baptiste Decavèle.
- Encyclopaedia Inutilis, 2002, Le Castor Astral. Relatos.
- Cités de mémoire, 2002, Berg International. Dibujos de Xavier Gorce.
- La Chapelle Sextine. Relatos eróticos, 2004, L'Estuaire. Dibujos de Xavier Gorce.
- Je m'attache très facilement, 2007, Éditions Mille et une nuits (Prix Guanahani du roman d'amour 2007)
- Assez parlé d'amour, 2009, Éditions Jean-Claude Lattès. Edición castellana: No hablemos más de amor, Editorial Grijalbo Narrativa, 2011.
- L'Herbier des villes, haïkaï, Éditions Textuel, 2010.
- Eléctrico W. Novela, Éditions Jean-Claude Lattès, 2011.
- Contes liquides de Jaime Montestrela. Relatos, Éditions de l'Attente, 2013, Grand Prix de l'Humour Noir.
- Demande au muet, diálogos socráticos, Éditions Nous, 2014.
- Moi et François Mitterrand, 2016, Éditions Jean-Claude Lattès.
- Toutes les familles heureuses, 2017, Éditions Jean-Claude Lattès. Edición en castellano: Todas las familias felices, Seix Barral, 2024.
- L'anomalie, 2020, Éditions Gallimard (Prix Goncourt 2020). Edición en castellano: La anomalía, Seix Barral, 2021.
- Le nom sur le mur, 2024, Éditions Gallimard.

### Poesía
- Les Opossums célèbres, 2007, Le Castor Astral. Dibujos de Xavier Gorce.
- L’Herbier des villes, 2010, haïkus y collages, Éditions Textuel.
- Zindien, 2000, Le Castor Astral. Dibujos de Henri Cueco.

### Ensayos
- Esthétique de l'Oulipo, 2006, Le Castor Astral.

## Premios y reconocimientos
- 2020: Premio Goncourt por su novela “L’Anomalie”.